# Бальян, Карапет
Карапет Амира Бальян, также Гарабет Амира Бальян (1800, Стамбул — 1866, Стамбул) — османский архитектор из известной армянской династии архитекторов Бальянов.

## Биография
Родился в Стамбуле в 1800 году в семье архитектора Крикора Бальяна и его жены Согоме Северьян. На момент смерти отца Карапет был недостаточно опытен, чтобы занять его место. Он поступил на службу к своему дяде Масону Оганнесу Северьяну, который также был архитектором. Карапет служил при трёх султанах (Махмуд II, Абдул-Меджид I и Абдул-Азиз) и построил множество зданий в Стамбуле. Наиболее известной его работой является дворец Долмабахче, построенный совместно со старшим сыном Никогосом. Другим заметным трудом Карапета стал Дворец Бейлербейи, построенный совместно с другим сыном, Саркисом.
Карапет активно занимался образовательными и административными делами армянского сообщества и занимался научно-исследовательской работой армянской архитектуры. Четверо сыновей Карапета, Никогос, Саркис, Акоп и Симон, сменили его на архитектурном поприще. 
Карапет умер в 15 ноября 1866 году от сердечного приступа.

## Важнейшие постройки
- Долмабахче (1848–1856)
- Чираган
- Киоск Йешилкёй Хюнкар
- Старый дворец Йылдыз
- Мечеть Ортакёй (1854)
- Часовая башня Нусретие (1848)
- Армянская церковь в Бешикташе (1834)
- Армянская церковь в Куручешме (1834)
- Церковь в Бейоглу (1838)
- Церковь в Кумкапы
- Здание Академии изящных искусств в Топхане
- Дворец Чифте[тур.] (ныне здание Университета Мимара Синана)
- Дворец Измит Хюнкар
- Здание военной академии
- Тюрбе и фонтан Махмуда II (1840)
- Здание текстильной фабрики в Бакыркёе
- Здание кожевенного завода в Бейкозе (1842)
- Здание текстильной фабрики в Хереке (1843)
- Армянский госпиталь (1832–1834)

## Личная жизнь
Карапет был дважды женат: первый раз на Назени (Наземи) Бабаян, второй — на Марице. Всего от двух жён у него было 11 детей (6 сыновей и 5 дочерей).